# Мартинссен, Карл Адольф
Карл Адольф Мартинссен (нем. Carl Adolf Martienssen; 6 декабря 1881, Гюстров — 1 марта 1955, Берлин) — немецкий пианист, музыковед и музыкальный педагог.
Окончил Лейпцигскую консерваторию, в 1914—1934 гг. преподавал там же, затем в Берлине: в 1950 г. стал одним из первых профессоров созданной в Восточном Берлине Берлинской Высшей школы музыки. Среди учеников Мартинссена — композиторы Хуго Дистлер, Артур Иммиш, Ганс Шойбле, пианисты Карл-Хайнц Шлютер и Виктория Швигликова, музыкальный педагог Курт Хессенберг, музыковед Георг Айсман и др.
Мартинссен оставил ценные методические труды: «Индивидуальная техника пианиста» (нем. Die individuelle Klaviertechnik; 1930) и «Творческий подход в преподавании фортепиано» (нем. Schöpferischer Klavierunterricht; 1954). Особый интерес представляет предложенная в первой из этих двух книг типология пианистических дарований: Мартинссен выделяет классический («статический») пианизм, образцом которого может служить Ганс фон Бюлов, романтический («экстатический») пианизм Антона Рубинштейна и экспрессионистский («экспансивный»), свойственный Ферруччо Бузони.
Под редакцией Мартинссена вышло важное издание фортепианных сонат Йозефа Гайдна (Франкфурт-на-Майне, 1937).
Женой Мартинссена в 1912—1927 гг. была Франциска Мартинссен-Ломан, вокальный педагог.